# Altes Rathaus (Völklingen)

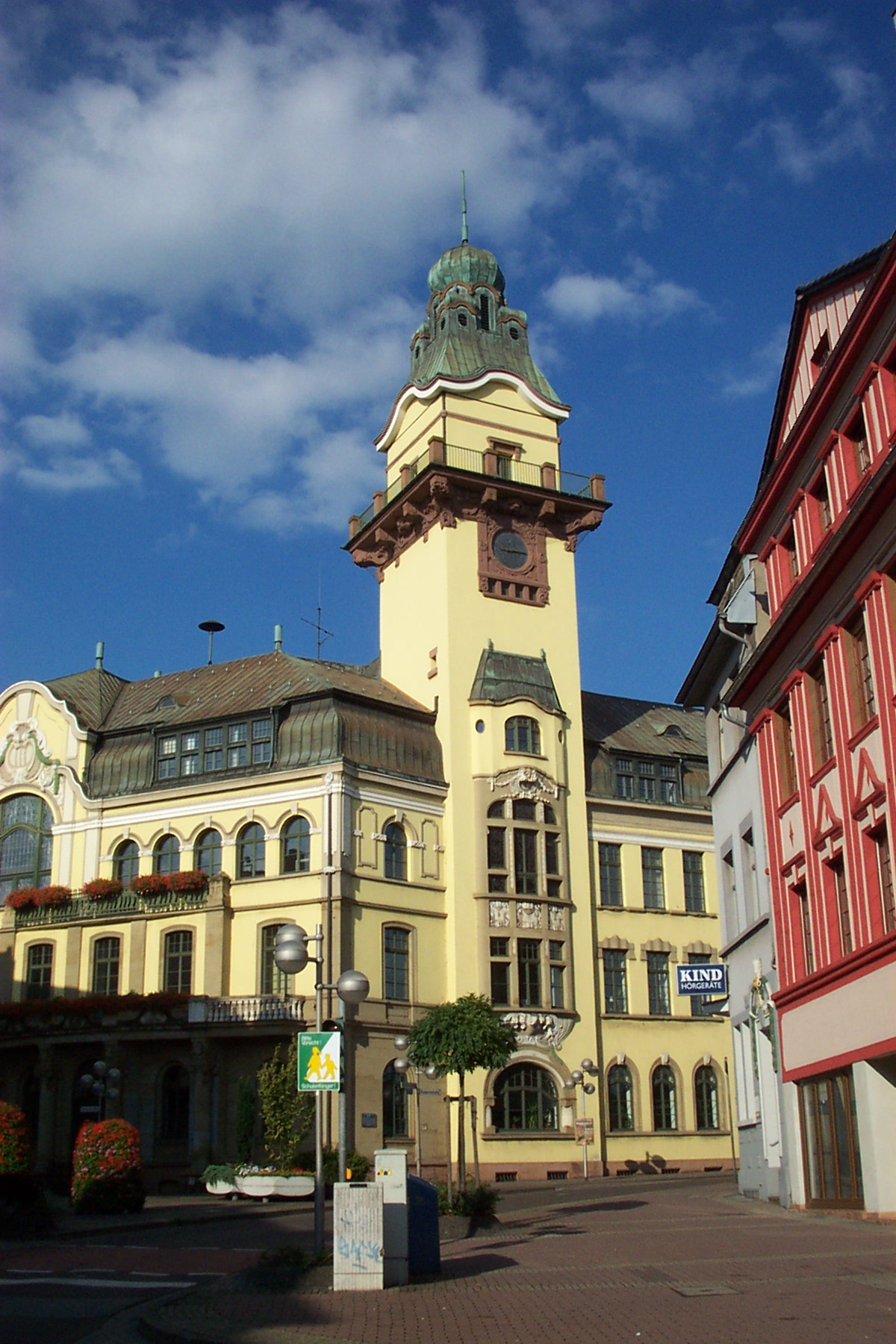
Das alte Rathaus

Das Alte Rathaus war bis 1970 das Rathaus der Stadt Völklingen und ist heute Sitz der Stadtbücherei und der Volkshochschule.
Das Rathaus wurde 1875 nach zwei Jahren Bauzeit fertiggestellt. Als Architekten fungierten Richard Schmidt (Luisenthal) und Melchior Schneider (Völklingen). In den Jahren 1905 bis 1907 wurde ein großangelegter Umbau unter Gemeindebaumeister Hermann Eichner durchgeführt. Hierbei wurde der charakteristische Turm errichtet. Im November 1970 wurde das neue Rathaus am Rathausplatz bezogen. Im Jahr 1972 wurde das alte Rathaus unter Denkmalschutz gestellt und 1974 bis 1976 restauriert. Seit jener Zeit finden sich die Volkshochschule, die Stadtbücherei und Kulturräume im alten Rathaus.

## Geschichte
Das bisherige Amtslokal der Bürgermeisterei verlegte man im Jahr 1851 in das Wohnhaus des Bürgermeisters in der heutigen Karl-Janssen-Straße. Aufgrund von Platzmangel beschloss der Gemeinderat unter Vorsitz von Bürgermeister Kühlwein im Jahr 1873 den Bau eines neuen Gemeindehauses. Geplant war der Neubau im Bereich der unteren Poststraße. Im Folgejahr 1874 entschloss man sich allerdings für das spätere Baugrundstück, auf dem sich heute das Alte Rathaus befindet. Dazu genehmigte der Gemeinderat die Planungsskizze sowie die Aufnahme eines Kredites zwischen zwölf- und dreizehntausend Talern. Den Ausführungsauftrag vergab der Gemeinderat im Jahr 1875 an die örtlichen Bauunternehmer Richard Schmidt (Luisenthal) und Johann Melchior Schneider (Völklingen). Der Baubeginn war am 22. Juni 1875.
Bereits am 4. November 1876 konnte der Einzug des Bürgermeisters in das neue Gemeindehaus erfolgen und am 27. Oktober wurde die kommunale Verwaltung offiziell in das neue Rathaus verlegt. Die erste Gemeinderatssitzung tagte am 15. Dezember 1876 im Neubau. Das Kommunalgebäude war 19 Meter lang, 13 Meter tief und 12,80 Meter hoch. Der Keller war gepflastert, die Böden im Sekretariat, im Sitzungssaal sowie in den Räumen des Erdgeschosses bestanden aus Eichenholzparkett. Der Flur war aufwändig mit Mosaikplatten belegt, während die restlichen Räumlichkeiten mit preisgünstigem Tannenholz ausgelegt waren. Das Deckung des Daches erfolgte in Schiefer.
Infolge des immer stärkeren Platzmangels musste der Völklinger Bürgermeister im Jahr 1880 seine Dienstwohnung im Rathaus aufgeben und in die damalige Luisenstraße, heute Karl-Janssen-Straße, umziehen. Ab dem Jahr 1893 fanden die Ratssitzungen in Ermangelung eines geeigneten Sitzungsraumes in einem benachbarten Gasthaus statt. Daraufhin beschloss der Gemeinderat im Jahr 1904 die Ausschreibung eines Wettbewerbes zum Um- und Anbau des bisherigen Gemeindehauses. Architekten aus der Umgebung wurden zur Einsendung von Entwürfen aufgefordert, welche das Ziel haben sollten, das bestehende Gemeindehaus möglichst in seinem Bestand zu belassen, dieses maximal um zwei Stockwerke zu erhöhen und mit einem Anbau zur Bismarckstraße hin zu versehen. Darüber hinaus sollte ein Rathausturm mit eingeplant werden. Für die Anfertigung war den Planern bis zur Abgabe ihrer Skizzen ein Zeitraum von nur 22 Arbeitstagen eingeräumt worden. Am 2. März 1905 entschied sich der Gemeinderat zu Plänen, die das Gemeindebauamt aus eingesandten Entwürfen aus den Ausschreibungen zusammengetragen hatte. Für den Um- und Erweiterungsbau veranschlagte man 120.000 Mark. Miteingeplant waren unter anderem auch ein Raum für Obdachlose sowie drei Zellen für vorübergehend Gefangene.
Die Bauarbeiten wurden unter anderem wieder an das Bauunternehmen Richard Schmitt vergeben. Begonnen wurde mit dem Traktneubau an der Bismarckstraße, da das alte Gemeindehaus weiterhin genutzt werden musste. Bereits im Juni 1906 konnten erste Büros in den Erweiterungsbau einziehen und am 1. Oktober 1907 war der Erweiterungs- bzw. Neubau vollendet. Im Turm des Rathauses läuten bis heute zwei Glocken: Während die kleinere Glocke (160 kg) auf den Ton e gestimmt ist, läutet die größere (80 kg) mit dem Ton g.
Für den Sitzungssaal stiftete Louis Röchling im Jahr 1909 der Gemeinde ein Gemälde von Carl Röchling, einem entfernten Verwandten der Völklinger Unternehmer-Familie Röchling. Das Ölgemälde stellt den Angriff der deutschen Truppen am Spicherer Berg dar. Nach dem Zweiten Weltkrieg hatte man es unter dem Vorwurf der kriegsverherrlichenden Schlachtenmalerei abgehängt. Nach dem Rücktritt der saarländischen Landesregierung unter Ministerpräsident Johannes Hoffmann wurde das Gemälde allerdings – nach einer Restaurierung durch Ernst Sonnet – im Jahr 1956 wieder aufgehängt.
Im Jahr 1958 stellte man stärkere Schäden an der Schieferbedachung des Turms fest, die die Passanten unterhalb des Turms möglicherweise gefährdeten. Die Reparaturen wurden allerdings nur auf das Nötigste beschränkt. Eine Instandsetzung des Rathauses, das inzwischen mit Sinterstaub und Ruß der Völklinger Hütte stärkstens verschmutzt war, unterblieb, da man im Jahr 1964 mit dem Bau eines neuen Rathauses am Marktplatz in Form eines kastenartigen Hochhauses begonnen hatte. Im Jahr 1967 war der Rathausturm inzwischen derart marode, dass seine Standsicherheit nicht mehr in Gänze gewährleistet werden konnte. Ebenso verstärkten sich auch am übrigen Gebäude die Baumängel. Daraufhin wurde im Jahr 1968 der Turm eingerüstet und die Dachhaube abgetragen. Ein Notdach sollt bis zum vorgesehenen Abriss des Rathauses für Trockenheit im Inneren sorgen. Nachdem das neue Rathaushochhaus im November 1970 bezogen worden war, sollte nun das alte Rathaus abgerissen werden.
Dies wurde allerdings dadurch verhindert, dass seit dem Jahr 1970 eine Vielzahl von Bürgerbeschwerden bei der Stadtverwaltung eingegangen war, die die Abrisswelle in der Völklinger Innenstadt, die als Stadtkernsanierung gedacht war, heftig negativ kritisierten. Daraufhin wurde am 21. Dezember 1972 das inzwischen als „Altes Rathaus“ bezeichnete alte Verwaltungsgebäude unter Denkmalschutz gestellt. Dennoch hielten die Abrissbefürworter weiterhin an ihrer Entscheidung fest. Die Diskussion endete erst im Jahr 1974, als im November der Entschluss im Ratsgremium gefasst wurde, dass eine Sanierung des Daches samt des Wiederaufbaus der Turmspitze, die Renovierung der Fassaden und der Abriss rückwärtiger, nicht mehr benötigter Bausubstanz, erfolgen sollte. Die Turmhaube wurde daraufhin im Jahr 1975 rekonstruiert. Im Folgejahr 1976 erstellte man den Anbau eines neuen Treppenhauses mit modernen sanitären Anlagen. Diesem Anbau fielen drei Häuser in der Rathausstraße zum Opfer.
Aufgrund eines starken Sturms im Saarland am 18. Februar 2022 knickte die Metallspitze des Rathausturmes ab und drohte abzubrechen. Aufgrund der starken Windböen konnte man die Rathausturmspitze nicht sichern. Erst zwei 100 Tonnen schwere Kräne mit einer Auslage von 60 Meter gelang es am Folgetag, die 3,20 m lange und rund 170 kg schwere Spitze des Turms bergen.

## Architektur

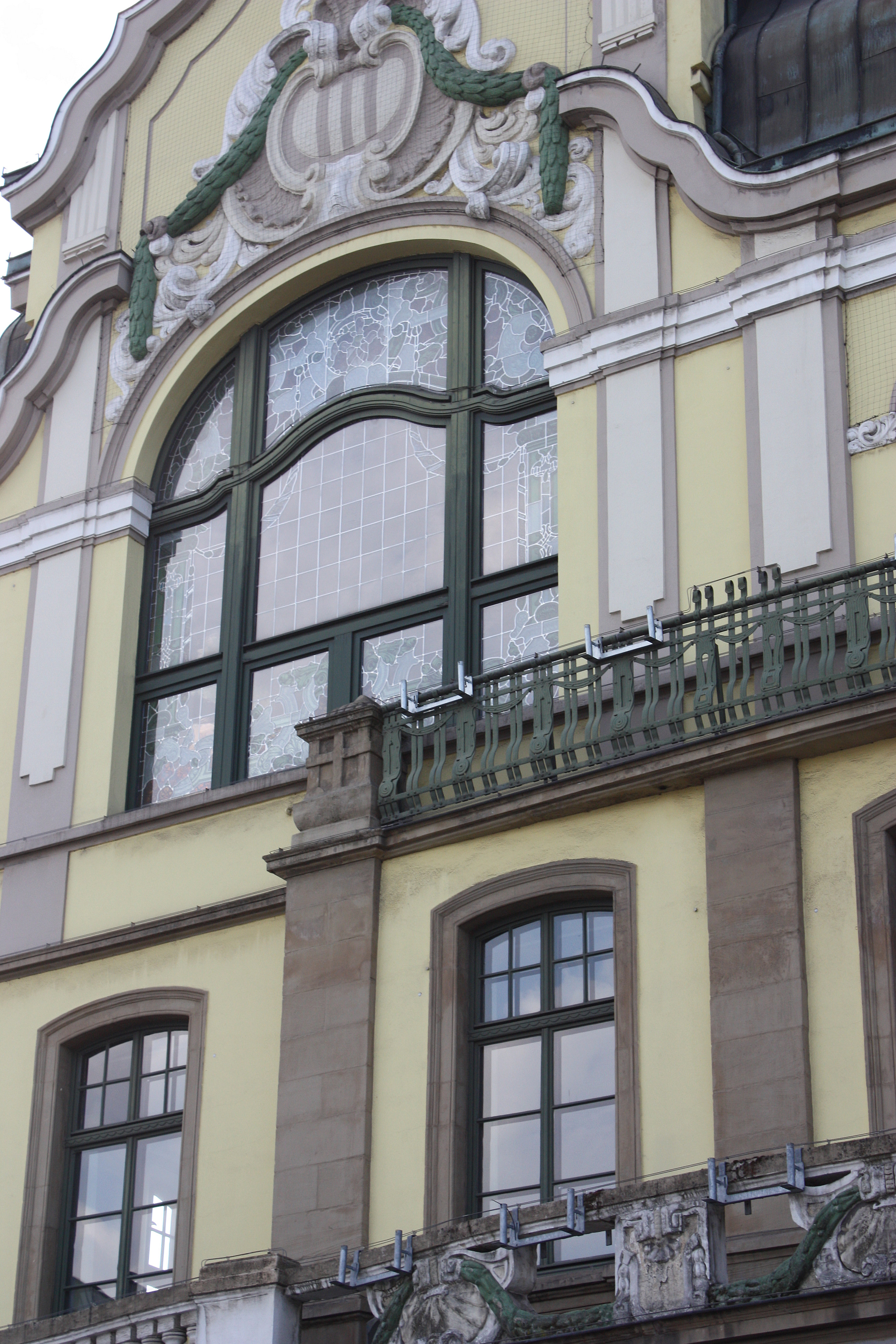
Völklingen, Altes Rathaus, Fassade mit Fenster des Rathaussitzungssaales

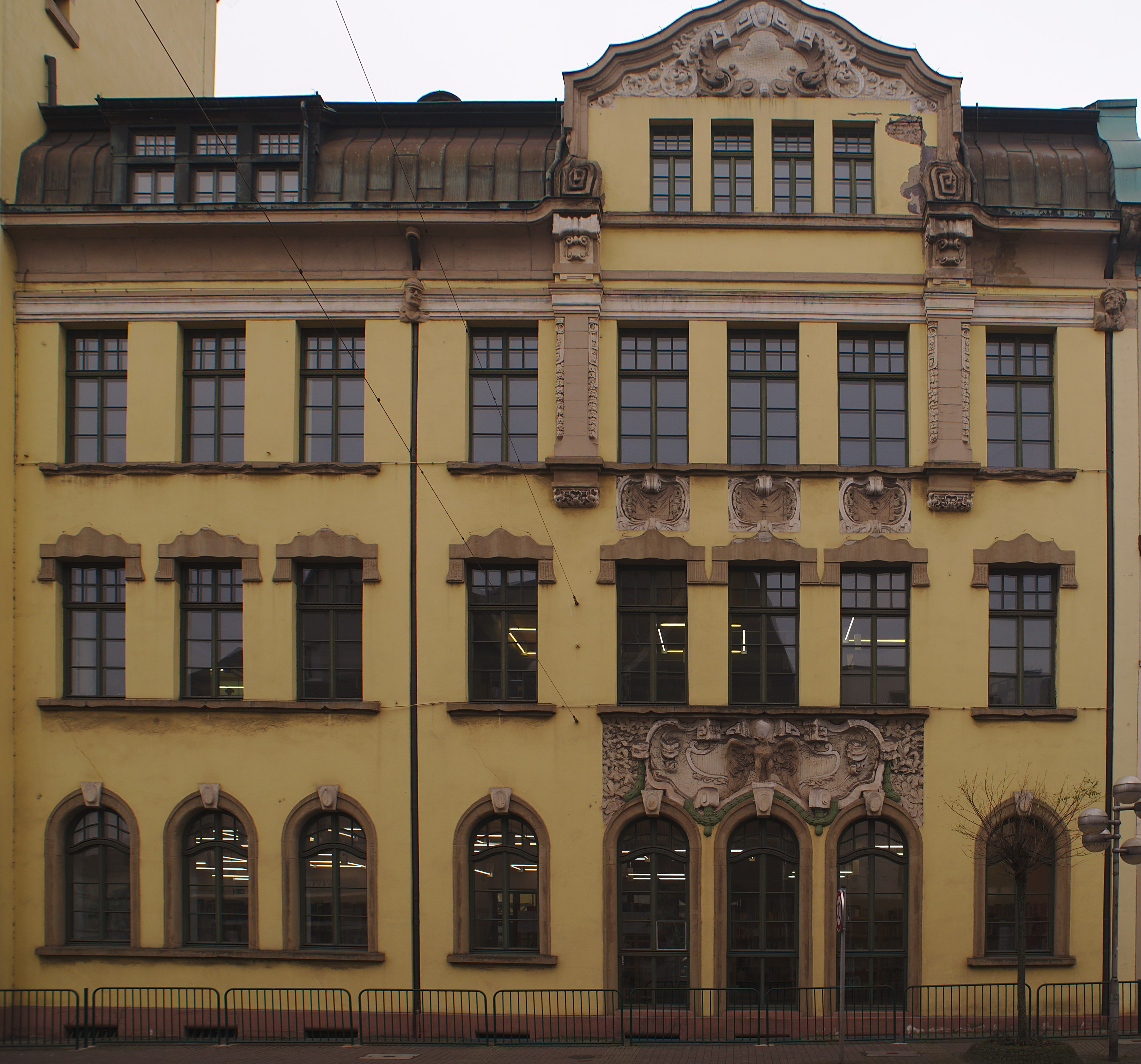
Fassade des Alten Rathauses an der Bismarckstraße in Völklingen

Das alte Rathaus in Völklingen befindet sich an der Ecke von Rathaus- und Bismarckstraße. Der Gebäudekomplex besteht aus zwei Flügeln, die im stumpfen Winkel zueinander positioniert sind. Die beiden Gebäudeflügel sind durch einen Turm auf quadratischen Grundriss miteinander verbunden. Die Achsenkomplexe an den Traktenden und an der linken Seitenfront werden durch reich ornamentierte Giebel akzentuiert. Der linke Flügel integriert einen zweigeschossigen Vorgängerbau aus dem Jahr 1876.
Dieser Vorgängerbau mit seinen strengen klassizistischen Formen wurde durch die Vorblendung eines, die gesamte Fassaden umgreifenden Balkons auf Säulen mit geknickten Volutenkapitellen, dem Neubau angepasst. Das hinzugefügte zweite Obergeschoss wurde asymmetrisch angelegt. In der linken Gebäudeachse befindet sich das große, durch geschwungene Streben unterteilte, bleiverglaste Fenster des Rathaussitzungssaales. In dem sich darüberwölbenden Schweif-Knick-Giebel, der reich mit Rollwerk und Kränzen geschmückt ist, werden die Konturen durch ein doppeltes Profil betont. Diese Gestaltung entspricht den Kanten des anschließenden Mansardendaches. Nach rechts schließt sich ein fünfteiliges Fenster an, das die Rundbogenform der Erdgeschossfenster aufnimmt. Den Rathausfestsaal schmücken reiche Stuckierungen und ein Gemälde des Malers Carl Röchling.
Der Turm ist der von weitem sichtbare Höhepunkt des Rathauskomplexes. Er bildet in seiner kupfergedeckten Zwiebelspitze ein pittoreskes Dreier-Ensemble mit der Völklinger Eligiuskirche sowie der Versöhnungskirche mit ihren barockisierenden Formen. Der etwas vorgestellten Fassade des Rathausturmes ist über dem rundbogigen Erdgeschossfenster ein dreigeschossiger, flach geschwungener Erker mit einem kupfergedeckten Pultdach vorgeblendet. Die Erkerkonsole schließt unmittelbar an den Fensterbogen an und entwickelt sich zu einer Muschelform. Diese Muschel wird fast ganz von einer barockisierenden Kartusche verdeckt, deren Rollwerk die Architekturteile miteinander verbindet. Ein Eulenköpfchen zwischen geknickten Voluten steht als Symbol der Weisheit. Im zweiten Erkergeschoss befindet sich das bleiverglaste Fenster des prächtigen Hochzeitssaales. Dieses Fenster ist in drei Ebenen unterteilt. Im Sockel halten seitlich sitzende Putten festliche Blumengirlanden als Symbole der Jugend, während eine Schrifttafel in der Mitte die Aufschrift trägt:
„Über dich sollst du hinausbauen – Dazu verhelfe dir der Garten der Ehe“.
Der Sinnspruch ist die Verkürzung eines Zitates des Philosophen Friedrich Nietzsche aus seinem Werk Also sprach Zarathustra (Abschnitt: Von Kind und Ehe):
„Über Dich sollst Du hinausbauen. Aber erst musst du mir selber gebaut sein, rechtwinklig an Leib und Seele. Nicht nur fort sollst du dich pflanzen, sondern hinauf! Dazu helfe dir der Garten der Ehe! Einen höheren Leib sollst du schaffen, eine erste Bewegung, ein aus sich rollendes Rad, — einen Schaffenden sollst du schaffen.“
Dem Sinnspruch des Bleiglasfensters entsprechend zeigt die mittlere Ebene darüber ein junges Paar, das seinen Blick auf die in der oberen Zone ausbreitende Baumkrone richtet. Diese Krone entwickelt sich sinnvoll aus zwei Stämmen und trägt Granatäpfel als Symbole der Liebe und Fruchtbarkeit. Die Gestalten der Brautleute sind schlank im Stil der englischen Präraffaeliten gehalten. In den seitlichen mittleren Feldern deuten die weißen Lilien und die Rosen auf voreheliche Jungfräulichkeit sowie auf eheliche Liebe hin. Oberhalb der Turmuhr kragt ein Turmumgang aus. Der Schweif-Knick-Helm des etwa 45 Metern hohen Turmes wurde nach der Zerstörung im Zweiten Weltkrieg in den 1970er Jahren originalgetreu rekonstruiert.
Ein wichtiger Gestaltungsschwerpunkt ist die giebelbekrönte Drei-Achsen-Gruppe an der Bismarckstraße. Das Relieffeld zwischen den rundbogigen Erdgeschossfenstern und den darüber liegenden Fenstern ist mit in Stein gehauenem Kastanienlaub ausgelegt, in dem ein Adler als heraldisches Symbol des Staates Preußen beziehungsweise des Deutschen Reiches steht. Die heutige Farbgebung des Gebäudes in zarten Pastelltönen unterstreicht den Jugendstilcharakter des Gebäudes. Vorher war der Bau ausschließlich putzfarben. Die in den 1970er Jahren angebrachte Farbfassung unterstreicht Formen und Verteilung der Architekturglieder. Die Wandpartien wurden hellgelb, tragende Teile wie Sockel, Gewände, Gesimse sowie Erker beige gestrichen. Blattgehänge fasste man grün und Reliefs elfenbeinweiß.
Das Völklinger Rathaus ist ein typischer Vertreter der späten, barockisierenden Stilphase des Jugendstils. Die Elemente aus der Stilepoche des Barock wurden dabei dem Ductus des Jugendstils angepasst und integriert.